# Šapovo
Šapovo (mađ. Nógrádsáp) je selo na sjevernom dijelu istočne polovine Mađarske. Uz granicu s Peštanskom županijom, sjeverno od hrvatskog prstena naselja. Šapovački je hrvatski toponim zabilježio Živko Mandić u podunavskom selu Senandriji.

## Upravna organizacija
Upravno pripada rétsáškoj mikroregiji u Nogradskoj županiji. U selu djeluje slovačka manjinska samouprava. Poštanski je broj 2685.

## Stanovništvo
U Šapovu je prema popisu 2001. živjelo 894 Šapovčana i Šapovčanka, većinom Mađara, 3% Slovaka te drugih.